# Каширіна Лариса Сергіївна
Каширіна Лариса Сергіївна 19 травня 1940 року м. Дніпропетровськ, УРСР, СРСР — 11 вересня 2007 року, с. Петрушки, Києво-Святошинський район, Київська область, Україна) — поетеса, фольклорист, членкиня  Національної спілки письменників України (1983). Кандидат філологічних наук (1976). 

## Життєпис
Каширіна Лариса Сергіївна народилась 19 травня 1940 року у місті Дніпропетровськ. У 1964 році закінчила Московський поліграфічний інститут. Працювала редактором, старшим редактором видавництва «Музична Україна» (Київ).
Лариса Каширіна — упорядниця, авторка вступних статей та приміток до збірки народних пісень у записах І. Манжури (1974) і Т. Романченка (1980).
Померла 11 вересня 2007 року в с. Петрушки Києво-Святошинського району Київської області.

## Творчість
Від 1984 року Лариса Каширіна на творчій роботі. Вірші її мають філософський та інтимний зміст. Поезія багата лексикою, метафорами, ритмами. На вірші Каширіної написали музику композитори Олександр Білаш, Ігор Шамо, Ігор Поклад, Зуєв Олександр Іванович. У доробку письменниці збірки:
- 1984 рік — «Чутливе поле: Пісні»
- 1985 рік — «Коріння райдуги»
- 1989 рік — «Дивосил»
- 1992 рік — «Довірливим і таємничим»
- 1992 рік — «Знада й зрада – чарування, еротика, пристрасть»

## Досягнення
- Каширіна Лариса Сергіївна у 1983 році стала членкинею Національної спілки письменників України
- У 1976 році отримала ступінь кандидата філологічних наук.